# Altendresden

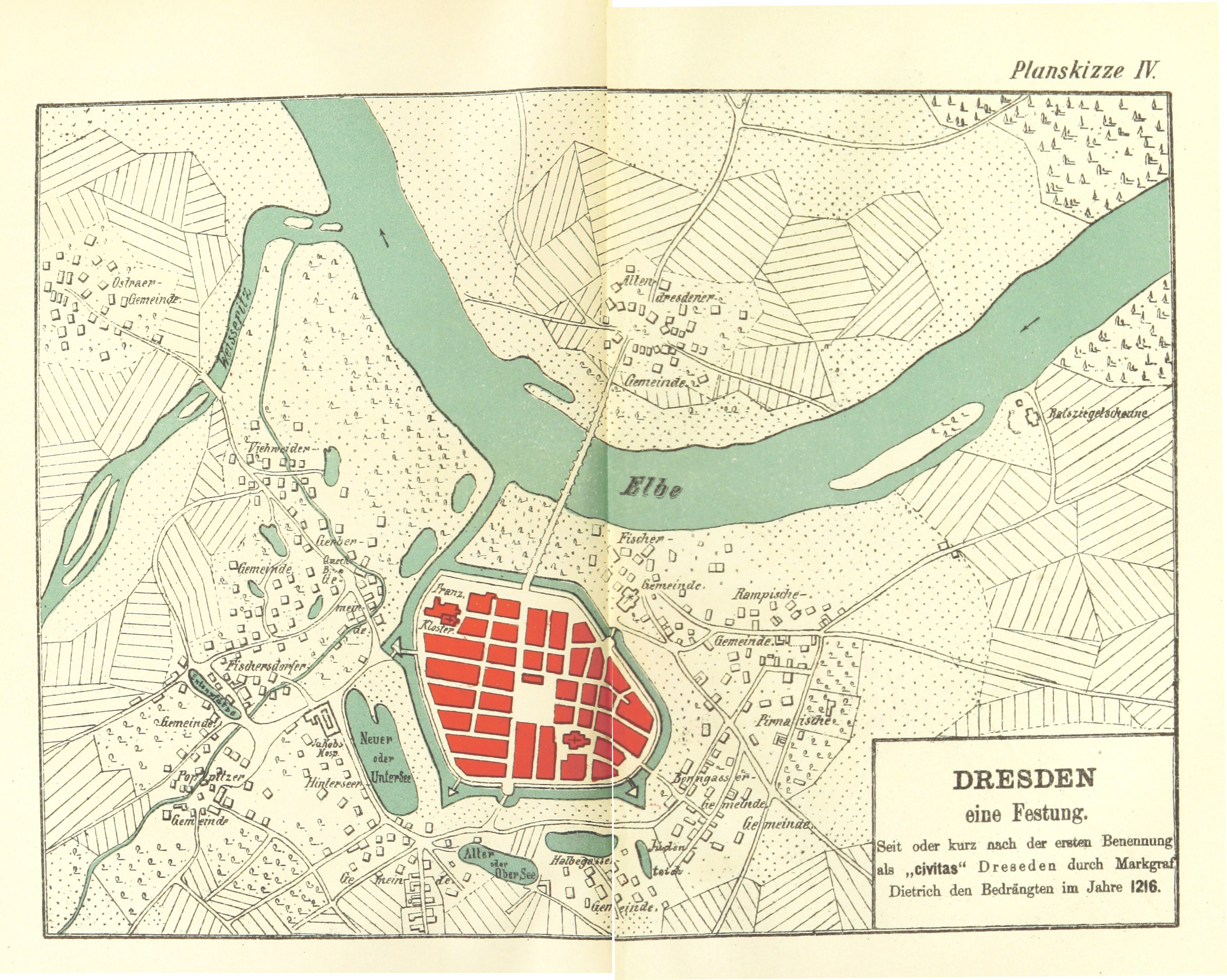
Dresda e il comune di Altendresden nel XIII secolo

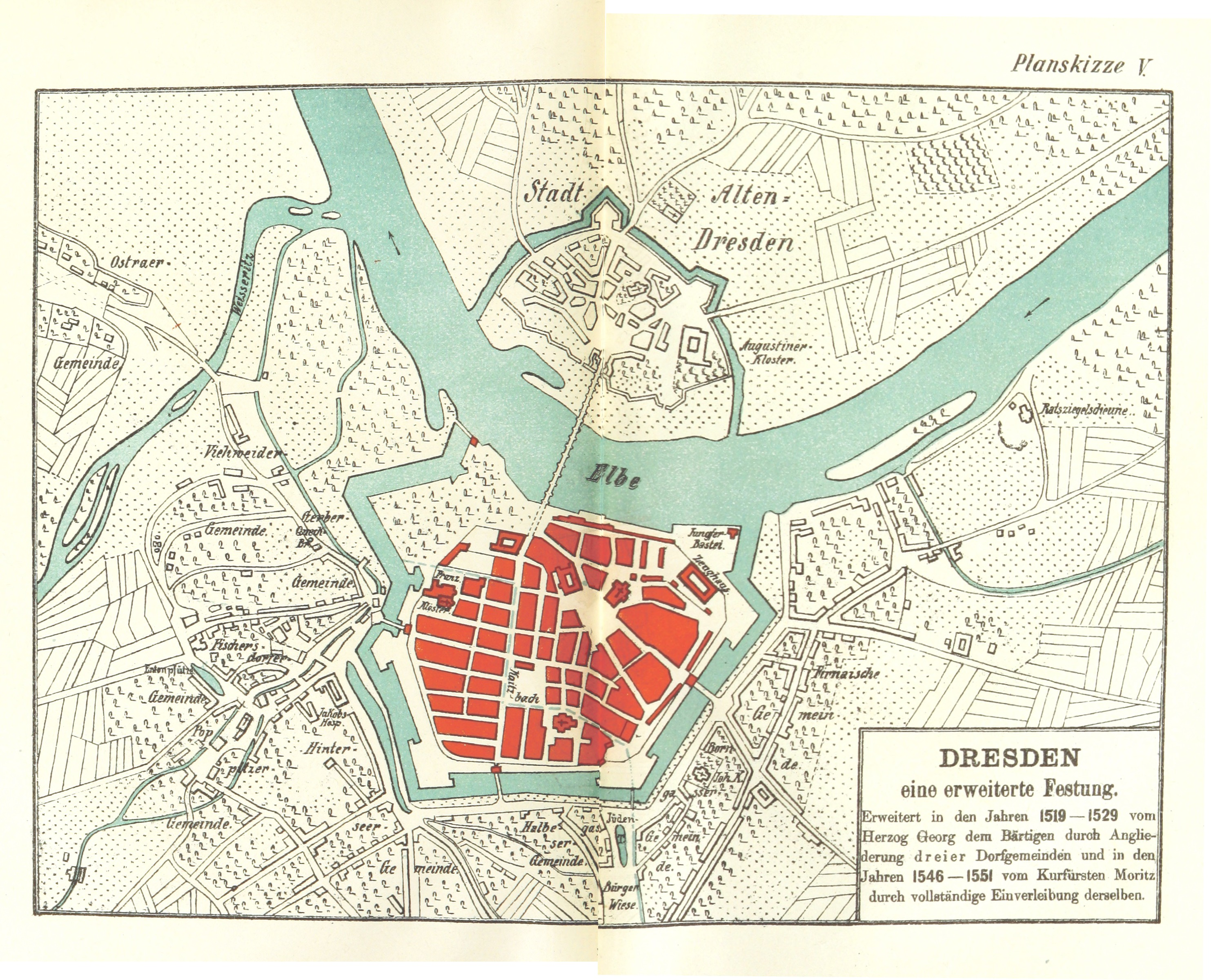
Dresda e la città di Altendresden nel XVI secolo

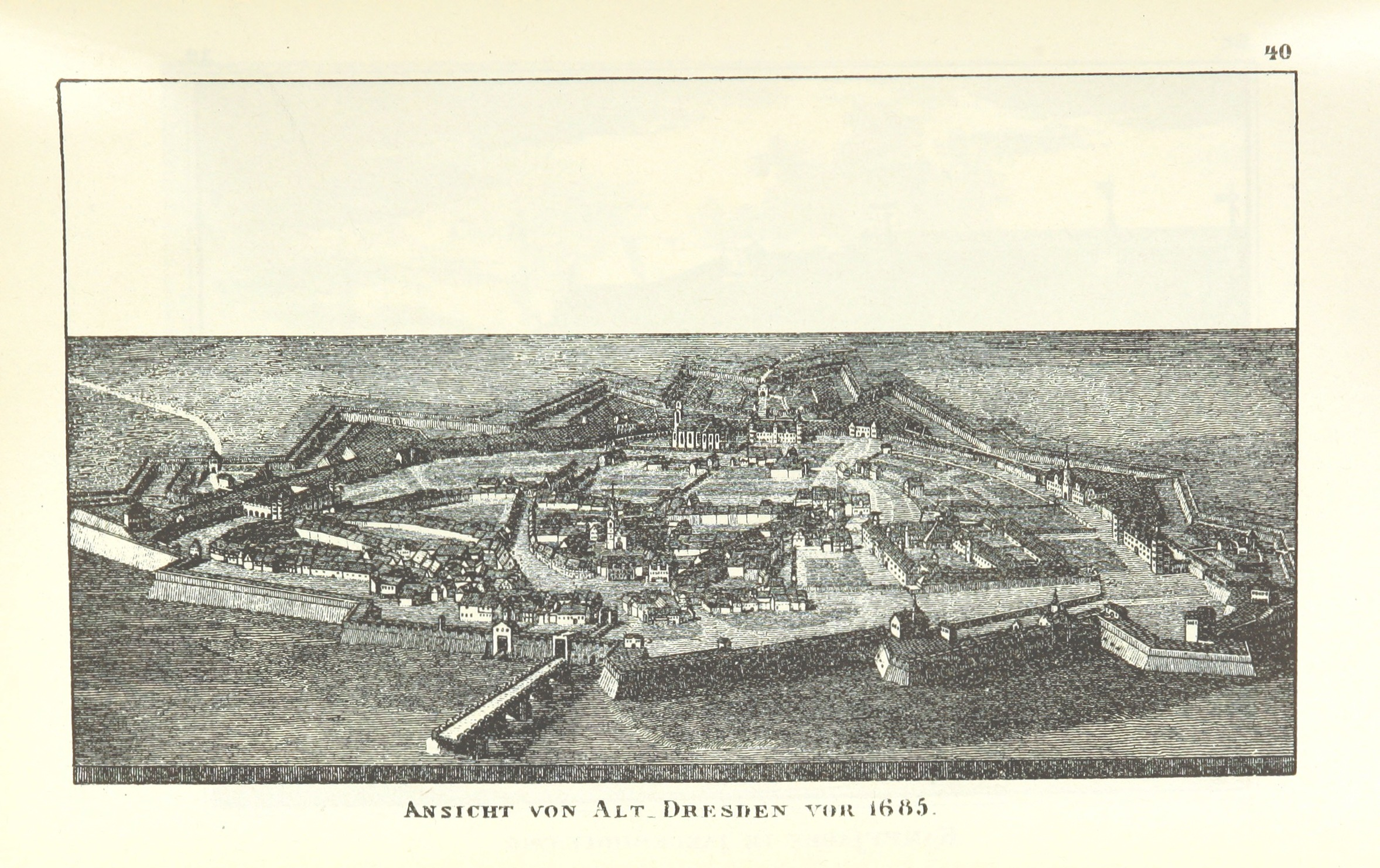
Vista di Altendresden prima del 1685

In origine Altendresden era il nome attribuito a due parti dell'insediamento di origine slava, nell'elettorato di Sassonia. Si trovavano sulla sponda sinistra e su quella destra dell'Elba, nell'area dell'odierna città interna di Dresda. Dal XIV secolo solo la parte dell'insediamento sulla riva destra dell'Elba ricevette lo stesso nome, ottenne i diritti civili nel 1403 e fu fusa con Dresda nel 1549. Questa parte corrispondeva all'incirca alla metà occidentale dell'odierna Neustadt interna a Dresda ed era approssimativamente delimitata dall'Elba e dalle vie di traffico odierne Antonstrasse, Bautznerstrasse e Glacisstrasse.

## Localizzazione
Entrambi i luoghi risalivano agli insediamenti slavi, che nel X e XI secolo emersero in aree che all'epoca erano considerate a prova di inondazione. Si presume che i centri di insediamento più antichi si trovassero sulla riva destra dell'Elba a causa dei ritrovamenti archeologici nelle aree a prova di inondazione tra l'attuale Klostergasse e Meißner Gasse. La Klostergasse era un'estensione dell'attuale Grosse Meißner Strasse verso est fino alla Wiesentorstrasse. Entrò a far parte di Köpckestrasse nel 1976.
L'insediamento sulla sinistra dell'Elba si trovava sulla sommità di una collina a prova di inondazione intorno all'odierna Frauenkirche. Prima della costruzione del ponte di pietra sull'Elba (più tardi Ponte Augusto), c'era un guado tra questo nucleo di insediamento e l'insediamento sulla riva sinistra dell'Elba, intorno alla Frauenkirche medievale, e successivamente un collegamento in traghetto.
L'area della riva destra della vecchia Dresda fu la prima, nel 1350, ad essere menzionata come un insediamento indipendente "Alden-Dresden". Ulteriori menzioni avvennero nel 1370 e nel 1378.

Rilievi sull'ex galleria pedonale  (1976–2016) su Neustädter Markt
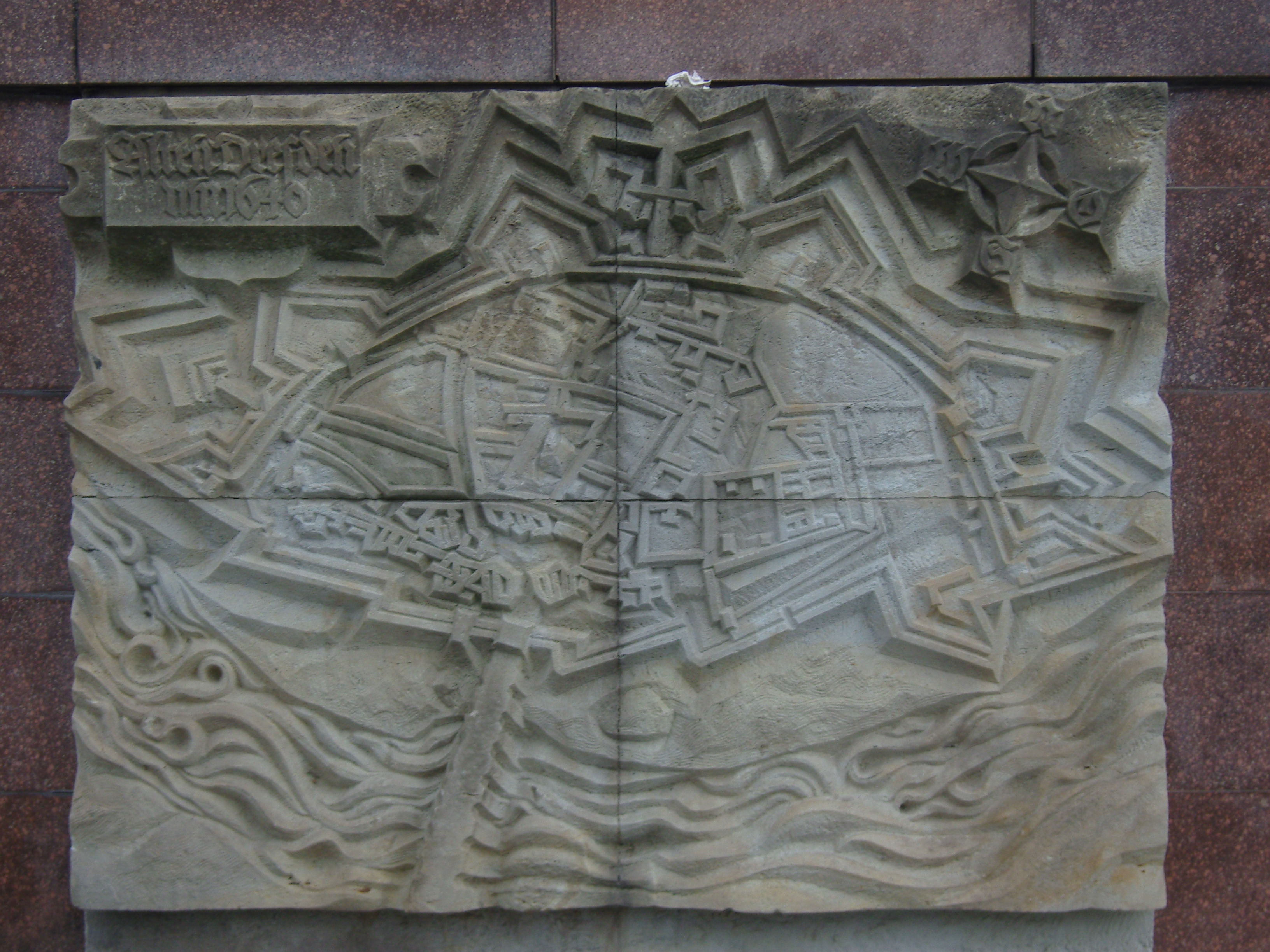
Dietrich Nitzsche: Altendresden nel 1640
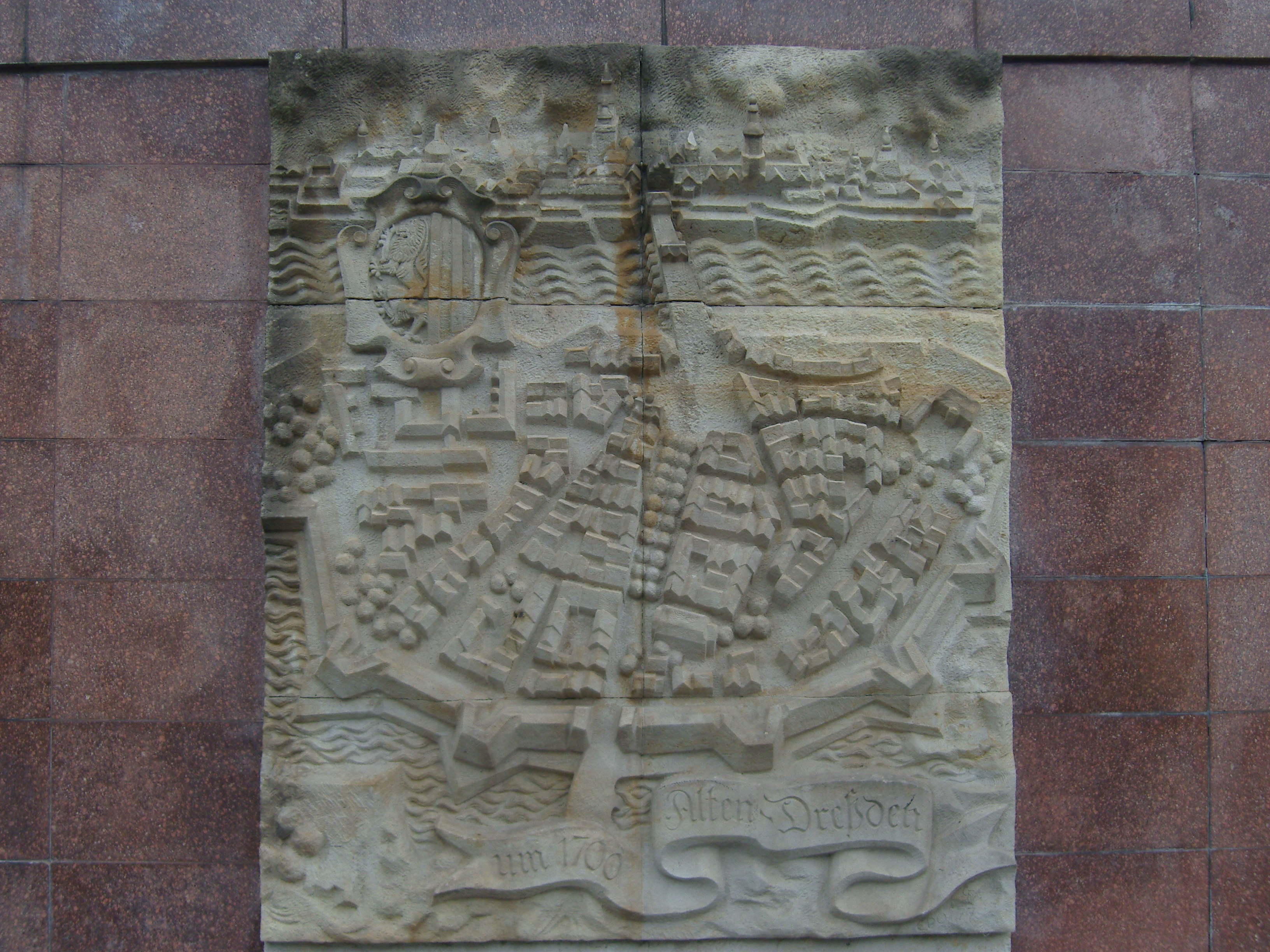
Vinzenz Wanitschke: Altendresden nel 1700
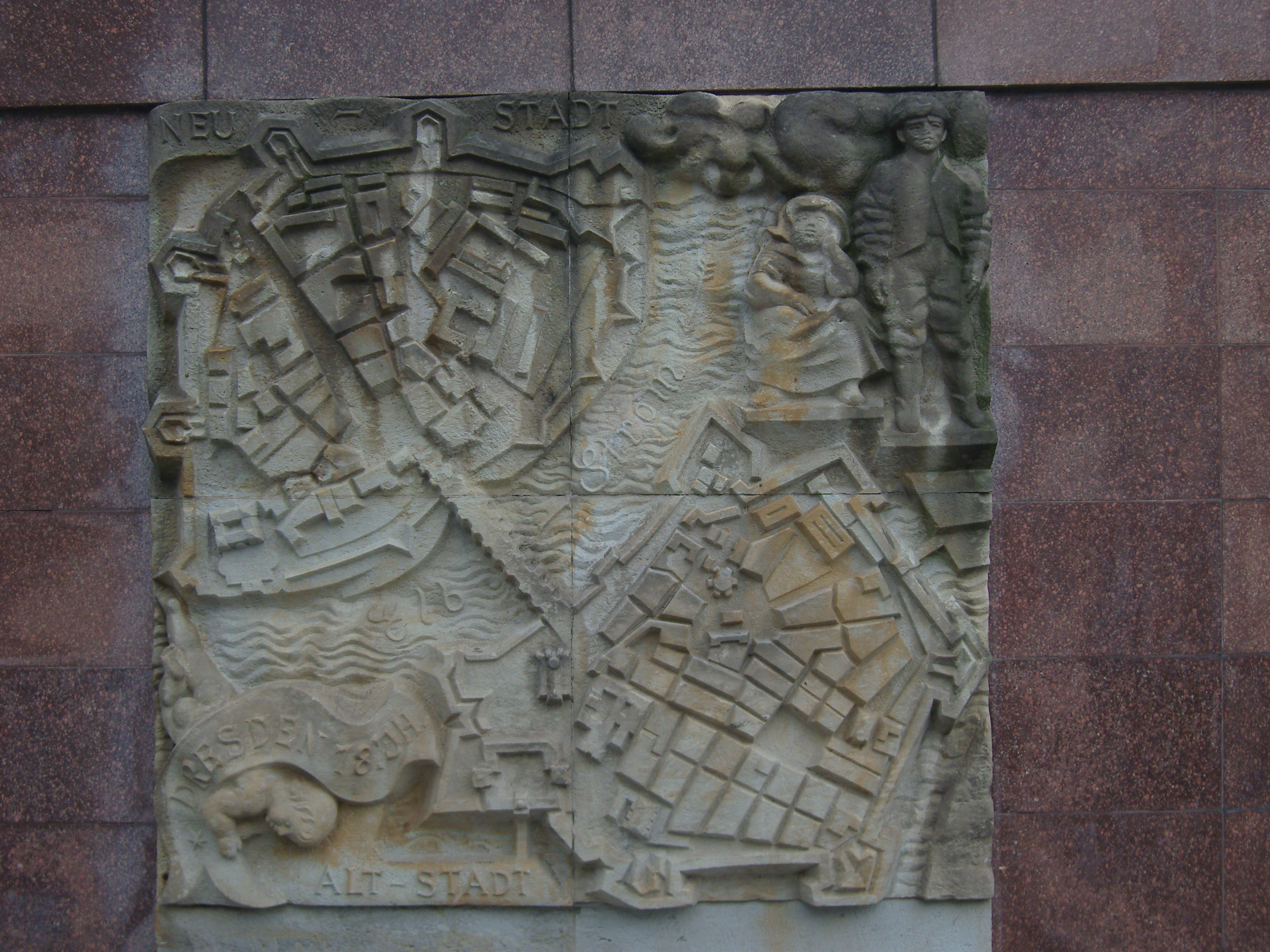
Egmar Ponndorf: Dresda e Altendresden nel XVIII secolo

## Sviluppo urbano
Il 21 dicembre 1403, il margravio Guglielmo I concesse ad Altendresden, sulla riva destra dell'Elba, i diritti civili. Non era lo statuto cittadino completo che Dresda aveva dall'altra parte dell'Elba come città legale. A causa della vicinanza alla brughiera di Dresda, lo stemma mostrava un pino e un cervo.
Nel Medioevo ad Altendresden c'era un maniero e nel 1404 venne aperto un monastero agostiniano da Guglielmo I.
Altendresden venne staccata dalla parrocchia Frauenkirche dopo la concessione dei diritti e  ricevette la propria chiesa parrocchiale, "Dreikönigskirche". Questo fatto è stato menzionato per la prima volta nel 1421. Il centro del luogo divenne il Neustädter Markt creato da lì a poco. Il municipio era sul lato nord del mercato. C'erano i banchi del pane e della carne dove fornai e macellai potevano offrire le loro merci per la vendita pubblica.
Rispetto alla dirimpettaia Dresda, Altendresden rimase un luogo piccolo e insignificante, fortificato solo con un muro di terra. Venne realizzata una cinta muraria soltanto nel XVII secolo.

## Altendresden nelle guerre
Nel 1429 gli Hussiti distrussero Altendresden. Durante la guerra di Smalcalda, la città fu saccheggiata dalle truppe dell'elettore sassone Giovanni Federico I della linea Ernestina, che combatté contro il cugino albertino Maurizio I.

## Unione con Dresda
Il 29 marzo 1549, Maurizio, nel frattempo nominato Elettore di Sassonia, decretò la fusione di Dresda con Altendresdens. Ciò avvenne nel corso dell'ampliamento e dell'espansione della nuova residenza sassone a Dresda contro la resistenza del Consiglio di Altendresdner. Il sindaco di Altendresdner, Wolf Fischer e il segretario comunale Johann Prüfer si recarono a Torgau per convincere l'elettore a ritirare il suo decreto. Maurizio, tuttavia, li fece arrestare entrambi per insubordinazione e li tenne a Schweinitz per una settimana. Dopo che entrambi ebbero promesso di non opporsi ulteriormente all'ordine, furono rilasciati e tornarono a Dresda. La fusione venne formalmente annunciata il 18 agosto 1550. L'elettore stabilì che, in futuro, due cittadini di Altendresden avrebbero dovuto entrare a far parte del consiglio di Dresda. Tuttavia, il nome "Altendresden" venne mantenuto in modo indipendente fino al 1700 circa.
Altendresden cadde allora quasi completamente nell'insignificanza come distretto di Dresda. Il mercato settimanale fu spostato nella città sulla riva sinistra dell'Elba fino al 1711. Dal 1568 al 1617, sul sito del monastero degli Agostiniani, demolito nel 1546, fu costruito lo Jägerhof ad Altendresden. Le pietre del monastero furono utilizzate per la costruzione delle fortificazioni di Dresda.

## Fortificazioni

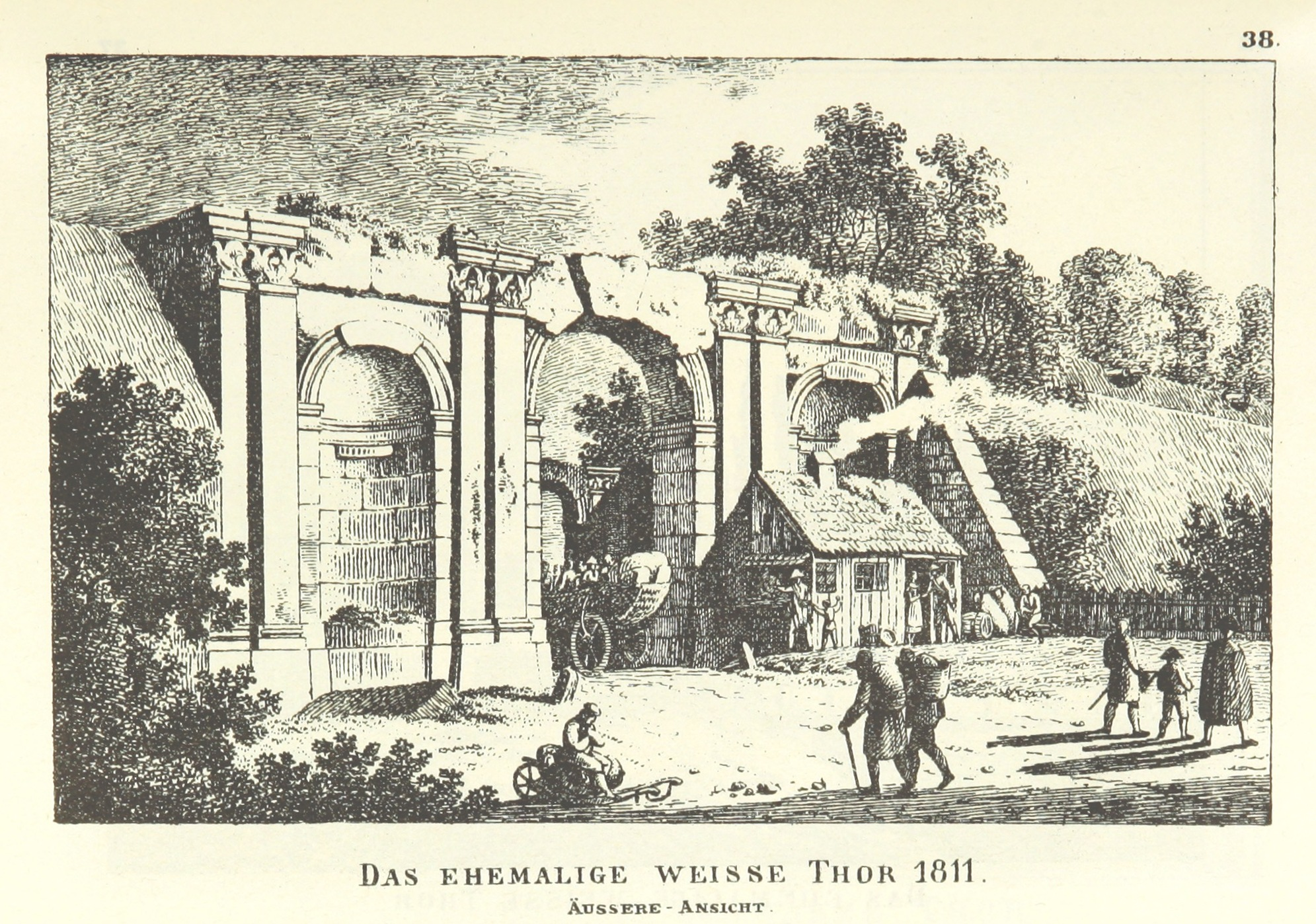
Il cancello bianco 1811

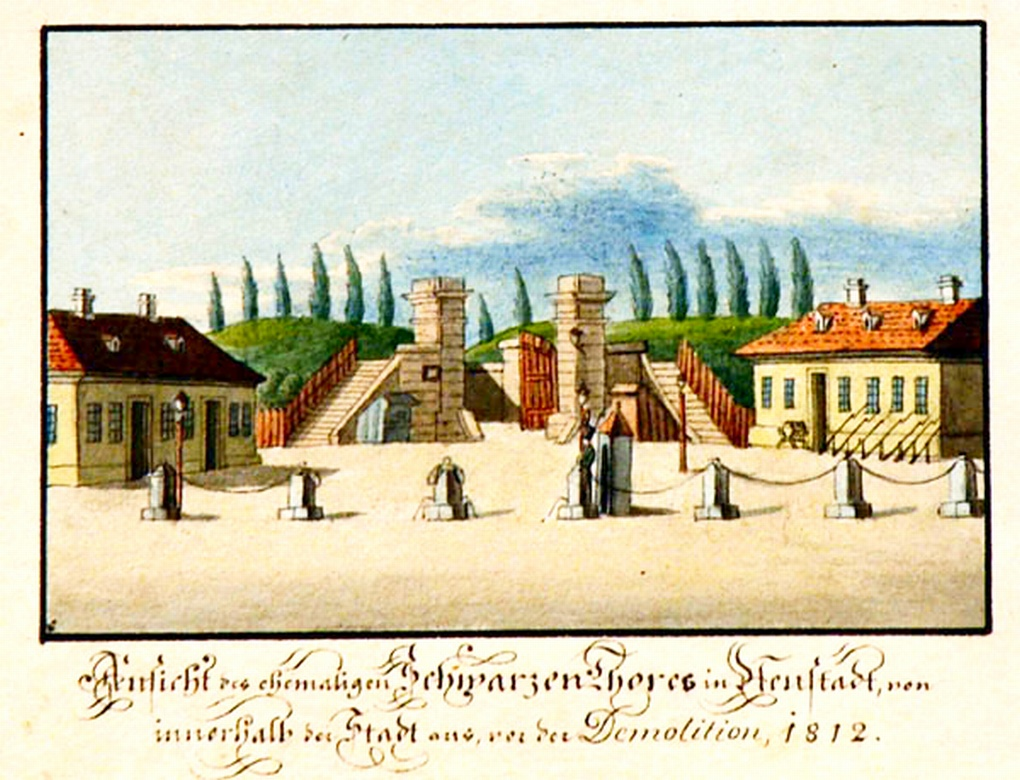
Christian Gottlob Hammer :La Porta Nera, 1812

Nel Medioevo, Altendresden era protetta solo da un muro di terra che poteva essere attraversato dai seguenti ingressi: Meißnisches Tor (menzionata nel 1453), Rähnitzpforte (1465), Badertor (1477), Breites Tor (1477), porta del monastero agostiniano (1480) e Wassertor (1527). La fortificazione di Dresda, promossa dall'elettore Maurizio, avrebbe dovuto essere estesa anche ad Altendresden, ma l'implementazione rimase lettera morta.
Fu solo con gli eventi della Guerra dei Trent'anni che iniziò la costruzione di una fortificazione in pietra ad Altendresdner, a partire dal 1632. Il fattore scatenante, durante la Guerra dei trent'anni fu che, il 30 settembre 1631, 500 soldati croati tentarono invano di conquistare Altendresden. L'opera fu completata da Wolf Caspar von Klengel nel 1684. Le fortificazioni avevano le seguenti porte: Badertor (anche Mühl- o Wassertor) a sud-ovest del distretto all'uscita della Blockhausgasse, a ovest la Leipziger Tor (anche Meißner o Weißes Tor) in quella che più tardi sarà Palaisplatz. Il i due corpi di guardia a nord, costruiti da Gottlob Friedrich Thormeyer tra il 1827 e il 1829, esistono ancora oggi. Ulteriori porte erano la Rähnitzpforte a nord-ovest alla fine della Rähnitzgasse, a nord-est la Bautzner Tor (anche Porta Nera o Lausitzer Tor) alla fine della strada principale, a sud-est l'Elb- o Wiesentor all'estremità meridionale della Hospitalstrasse e della Jäger- o Wiesentor a sud alla fine della Wiesentorstrasse. La Weißes e la Schwarzes Tor furono demolite nel corso della fortificazione di Dresda nel 1817 e la Jägertor nel 1854.

## Incendio del 1685 e ricostruzione
Il 6 agosto 1685 scoppiò un incendio ad Altendresden nella casa di un ebanista a Meißner Gasse. Ciò causò un incendio nell'intera città che distrusse quasi tutta Altendresden. Furono vittime delle fiamme un totale di 336 case, alcuni edifici residenziali, mentre lo Jägerhof e il municipio vennero risparmiati.
Dopo la distruzione, la ricostruzione del distretto iniziò sotto l'elettore Giovanni Giorgio III basato sui progetti del capomastro Wolf Caspar von Klengel. La nuova ricostruzione si trascinò per diversi decenni e fu progettata da Augusto I. Gli edifici esistenti nel quartiere barocco di Königstraße risalgono a questo periodo. Un brevetto elettorale del 1732 nominava il distretto in costruzione "Città nuova vicino a Dresda", da cui il nome "Neustadt". La via centrale della città nuova era la via principale, splendidamente costruita, che portava dal mercato di Neustadt alla Porta Nera sull'odierna Albertplatz.